# Traktetjärnet (Ödskölts socken, Dalsland)
Traktetjärnet är en sjö i Ödskölt i Bengtsfors kommun, Dalsland och ingår i Göta älvs huvudavrinningsområde. Det finns ännu en sjö med samma namn i Bengtsfors kommun, ungefär 12 kilometer bort i Dals Långed.